# Liegi-Bastogne-Liegi 1974
La Liegi-Bastogne-Liegi 1974, sessantesima edizione della corsa, fu disputata il 21 aprile 1974 per un percorso di 246 km. Fu vinta dal belga Georges Pintens, giunto al traguardo in 6h23'00" alla media di 38,538 km/h, precedendo il connazionale Walter Planckaert. Il terzo posto non fu assegnato così come il quinto ed il settimo.
I belgi Ronald De Witte e Wilfried David della Carpenter, ed il francese Raymond Delisle della Peugeot, giunti al traguardo rispettivamente in 1ª, 5ª ed 8ª posizione, furono squalificati per essere risultati positivi al test antidoping.

## Ordine d'arrivo (Top 10)
| Pos. | Corridore         | Squadra   | Tempo    |
| ---- | ----------------- | --------- | -------- |
| SQ   | Ronald De Witte   | Carpenter | 6h23'00" |
| 1    | Georges Pintens   | M.I.C.    | 6h23'00" |
| 2    | Walter Planckaert | Watney    | a 2'00"  |
| 3    | non assegnato     |           |          |
| 4    | Wladimiro Panizza | Brooklyn  | s.t.     |
| 5    | Wilfried David    | Carpenter | s.t.     |
| 6    | Ronny Van Marcke  | M.I.C     | s.t.     |
| 7    | Raymond Delisle   | Peugeot   | s.t.     |
| 8    | Ferdinand Bracke  | Watney    | s.t.     |
| 9    | Freddy Maertens   | Carpenter | a 5'53"  |
| 10   | Frans Verbeeck    | Watney    | s.t.     |